# Pachymelos orientalis
Pachymelos orientalis är en stekelart som beskrevs av Baltazar 1961. Pachymelos orientalis ingår i släktet Pachymelos och familjen brokparasitsteklar. Inga underarter finns listade i Catalogue of Life.